# CHEETAH-1
O CHEETAH-1 ou CSLV é um foguete espacial sul-africano projetado e em desenvolvimento pela Marcom Aeronautics & Space com capacidade de colocar 1,000 kg de carga útil em órbita terrestre baixa.
A empresa apresentou várias propostas ao governo a este respeito e gostaria de envolver-se em uma iniciativa de lançamento de satélites do governo no setor privado.
A África do Sul tem infra-estrutura que poderia ser usado para lançamentos de satélites locais, nomeadamente instalações já existente na Base da Força Aérea de Overberg. Embora a plataforma de lançamento foi destruída como parte do cancelamento do sistema de mísseis Denel Overberg Test Range e da instalação de processamento de carga útil ter sido desativada, porém, Overberg manteve quase toda a sua capacidade de lançamento espacial, incluindo o centro de controle de missão, radar e equipamentos e sistemas de segurança gama de rastreamento de telemetria, diz Mark Comninos, chefe da Marcom Aeronautics & Space. As únicas modificações extras necessários seria a reconstrução da instalação de processamento de carga e construção de uma plataforma de lançamento de concreto.